# 9859 Van Lierde
9859 Van Lierde este un asteroid din centura principală de asteroizi.

## Descriere
9859 Van Lierde este un asteroid din centura principală de asteroizi. A fost descoperit pe 3 august 1991 la Observatorul La Silla de Eric Walter Elst. El prezintă o orbită caracterizată de o semiaxă mare de 2,88 ua, o excentricitate de 0,01 și o înclinație de 1,2° în raport cu ecliptica.